# Idaea rubrior
Idaea rubrior är en fjärilsart som beskrevs av Hoffmeyer och Kerry Knudsen 1938. Idaea rubrior ingår i släktet Idaea och familjen mätare. Inga underarter finns listade i Catalogue of Life.